# Prony-fék

Prony-fék

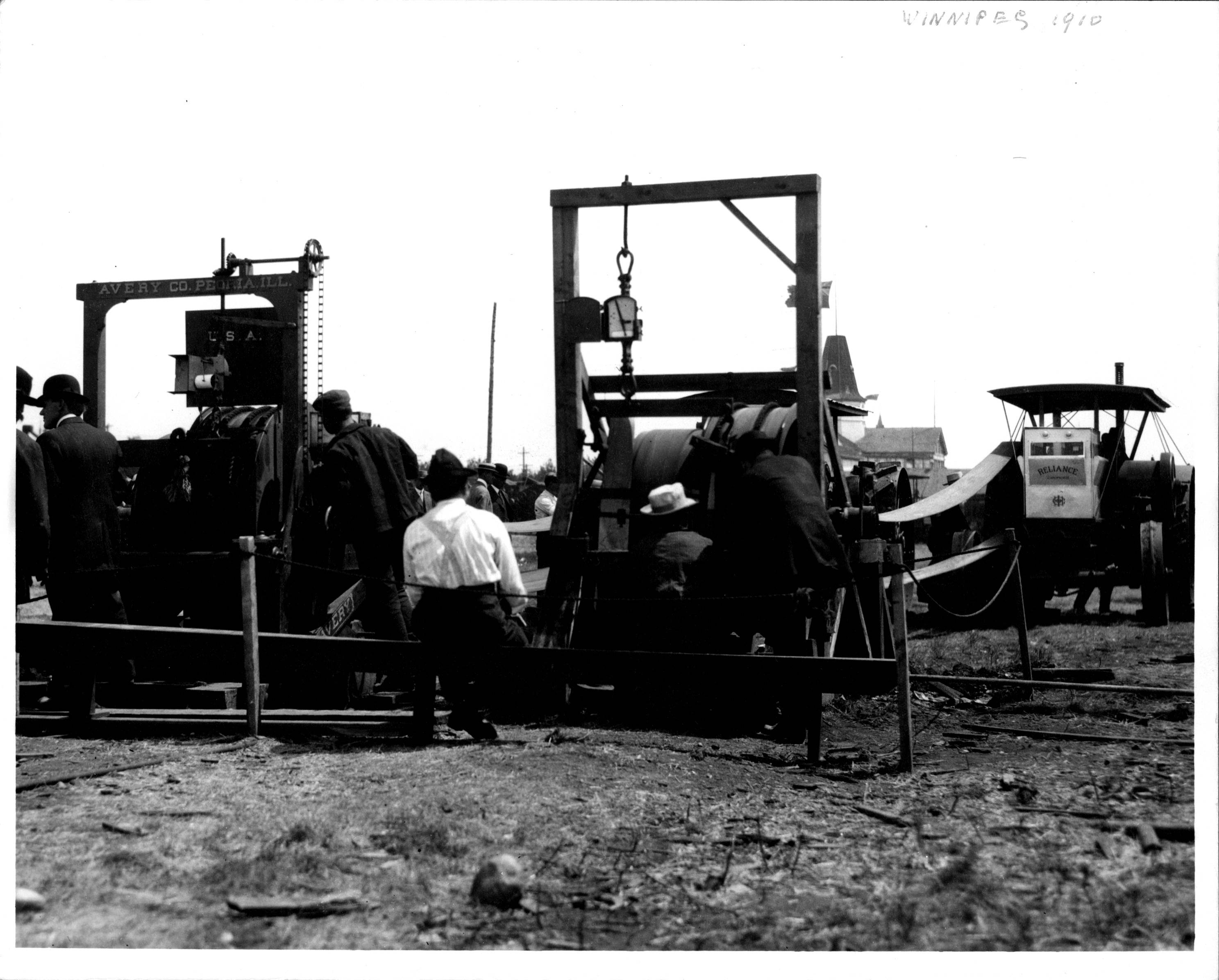
Traktorok teljesítményének mérése 1910-ben Prony-fékkel

A Prony-fék forgó gépek forgatónyomatékának, illetve teljesítményének mérésére szolgáló eszköz, melyet Gaspard de Prony (1755-1839) francia matematikus és mérnök talált fel 1821-ben. A teljesítmény és forgatónyomaték mérésére szolgáló eszközöket összefoglaló néven fékpadoknak nevezik.

## Nyomatékmérés
Korábban egy erőgép forgatónyomatékát úgy mérték, hogy egy, a gép tengelyére erősített tárcsán kötelet, hevedert vagy szíjat vetettek át, melynek egyik végét befogták, másik végére meg súlyokat akasztottak, melyek a hevedert megfeszítették és a keletkezett súrlódás fékezte a tárcsát. A súlyok növelése során figyelték, mikor kezd csökkenni a fordulatszám, ekkor leolvasták a terhelő erőt. Az {\displaystyle M\,} nyomaték az {\displaystyle F\,} súlyerő és a tárcsa {\displaystyle r\,} sugarának szorzata:
{\displaystyle M=F\cdot r\,}
Prony ezt az egyszerű elrendezést egy {\displaystyle l\,} hosszúságú kar segítségével pontosabbá és nagyobb nyomatékok mérésére is használhatóvá tette. Mérőkészülékével többé nem kellett a fordulatszám esését figyelni, ami egyébként sem volt pontos eljárás, hanem a súlyokat kellett úgy megválasztani, hogy a fék, mint egy hagyományos mérleg egyensúlyba kerüljön. Ekkor a mért nyomaték:
{\displaystyle M=F\cdot l\,}
Az ábrán látható egyszerű szerkezet helyett az erőt természetesen nemcsak súlyokkal, hanem rugó összenyomódásával, erőmérő cellával vagy más módon is lehet mérni. A fékpofákat enyhén kenni szokás, hogy a fékerőt egyenletesebbé tegyék. A fékezőerőt a fékpofák összeszorításával változtatják. A mérés hátránya, hogy a mérendő gép energiáját a fékezés teljes mértékben felemészti és hőenergiává alakítja át. Ez kisebb gépeknél csak gazdaságtalan üzemet eredményez, de nagyobb teljesítményű gépek esetén a keletkező hő elvezetéséről is gondoskodni kell, ami nehézségekkel járhat.

## Teljesítménymérés
A nyomatékmérés mellett a Prony-fék a {\displaystyle P\,} teljesítmény mérésére is alkalmas, ha egyidejűleg az {\displaystyle \omega \,} szögsebességet ({\displaystyle n\,} percenkénti fordulatszámot) is megmérik:
{\displaystyle P=M\cdot \omega =M\cdot {\frac {\pi \cdot n}{30}}\,}
A dugattyús motorok gyártás, karbantartás utáni átvételének fontos mérése a fékpadon történő nyomatékmérés, melynek során ellenőrizhető, hogy a gép viselkedése mennyire tér el a névleges értékektől.

## Egyéb nyomatékmérő eszközök
A hosszabb ideig nagyobb teljesítményű gépekkel végzett méréseknél gondoskodni kell a keletkezett hő elvezetéséről. Ezt könnyebb hidraulikus fékekkel elérni. A hidraulikus fék lényegében a folyadék mozgatásakor keletkezett áramlási ellenállás segítségével emészti fel a mechanikai munkát azt hővé alakítva. A felmelegedett folyadék cseréjével és visszahűtésével a hidraulikus fékpad működése hosszú ideig fenntartható. 
Más fékpadok elektromos elven működnek. Az örvényáramú fékpad a mechanikai munkát elektromos árammá, majd hővé alakítja. A mérlegdinamó, mérleggenerátor előnye, hogy a hajtó gép által átadott energia nem vész el, hanem a hálózatba visszatáplálva hasznosul. Mérlegmotorral munkagép felvett teljesítménye mérhető. 

## Külső hivatkozások
- Szabó András: Általános járműgéptan. Laboratóriumi segédlet.[halott link]
- Dr. Emőd István: Fékpadok[halott link]